# 간 미치나가
간 미치나가(일본어: 菅達長, 생년 미상 ~ 게이초 19년 음력 12월 26일(1615년 1월 25일)는 센고쿠 시대부터 에도 시대 초기까지의 무장·다이묘이다. 통칭은 헤이우에몬(일본어: 平右衛門). 아와지 십인방(淡路十人衆)중 한명. 아와지 섬 동쪽 바다의 수군을 이끌었다. 본거지는 시치·가마구치·이와야·스모토등 여러 설이 있다.

## 생애
간 씨(菅氏)는 헤이안 시대의 귀족이자 문인인 스가와라노 미치자네(菅原道真)를 배출한 스가와라 씨(菅原氏)를 혼세로 하는 東坊城家로부터 파생되었다고 하지만 이를 뒷받침할 근거가 빈약하고, 아와지 국(淡路国)의 고쿠슈(国衆, 토호)였던 것으로 여겨지고 있다. 미치나가의 생년에 대해서는 알 수 없다.
덴쇼 연간에 들어서 주고쿠 지방(中国地方)의 모리 씨(毛利氏)와 긴키(近畿)의 지배자로 대두하던 오다 노부나가(織田信長)가 경쟁을 벌이게 되었고, 당시 아와지 섬(淡路島)은 양 세력이 충돌하는 지점에 위치하고 있어 아와지의 고쿠슈들은 어느 쪽에 붙어야 할지를 고민하고 있었다. 그 결과 미치나가만이 모리 편에 가담하였고, 이후 아타케 노부야스(安宅信康)가 오다에 가담하였으며, 그 밖의 고쿠슈(후나코시 가게나오船越景直 등)는 아직 결정을 내리지 못하고 있었다. 이러한 가운데 덴쇼 4년(1576년)에 무로마치 막부(室町幕府)의 15대(마지막) 쇼군 ・ 아시카가 요시아키(足利義昭)를 끼고 모리 데루모토(毛利輝元)의 군세가 노부야스가 지키고 있던 아와지의 이와야 성(岩屋城)을 함락시키고, 모리측에 섰던 미치나가가 성주가 되었다. 이후 이시야마 혼간지(石山本願寺) 공격에도 모리 씨를 도왔다. 그러나 덴쇼(天正) 9년(1581년) 11월 중순, 오다측의 시코쿠(四国) 공격의 발판으로 아와지에 하시바 히데요시(羽柴秀吉)가 이케다 모토야스(池田元助)와 함께 쳐들어왔고, 하루만에 이와야 성은 함락되었다. 아와지 섬은 일소되었고 고쿠슈들은 거의 멸망하였으나, 미치나가는 도망쳐나와 숨었다.
덴쇼 10년(1582년) 6월 3일, 혼노지의 변(本能寺の変)으로 노부나가가 죽고 미치나가는 아케치 미쓰히데(明智光秀)에게 붙어서 당시 센고쿠 히데히사(仙石秀久)가 소유하고 있던 스모토 성(洲本城)을 쳐서 빼앗았으나, 곧 스모토의 히로타 소노조(廣田蔵之丞) 등에게 빼앗겼다. 미치나가는 시코쿠로 건너갔고, 고소카베 지카야스(香宗我部親泰)의 요리키(与力)가 되었다. 덴쇼 12년(1584년)에 고마키 나가쿠테 전투(小牧・長久手の戦い)에서는 사이가슈(雑賀衆)와 결탁해 3월 18일에 기시와다(岸和田)로 공격하였으나 패하고 물러났다.
도요토미 히데요시(豊臣秀吉)에 의한 시코쿠 공격 결과, 덴쇼 13년(1585년)、미치나가는 주가(主家)인 조소카베 씨(長宗我部氏)와 함께 도요토미 씨에 항복하였다. 도요토미 정권 하에서 그 영지를 안도받아 1만 석에서 1만 5,000석을 맡게 되었고, 확실하지 않은 시점에서 아와지에서 이요(伊予)로 전봉되었다. 이후 히데요시 아래서 수군을 거느리게 되었고, 규슈 정벌(九州征伐)、오다와라 정벌(小田原征伐)은 물론 임진왜란 ・ 정유재란 등에도 수군으로써 참전하였다. 『타이코키』(太閤記)에 따르면 조선 침공에서는 후나부교(舟奉行)로써 250인을 거느리고 출진하였으며, 주로 수송선 선단의 호위를 맡았고 칠천량 해전(漆川梁海戦) 등에서 공을 세웠다. 그러나 명량 해전에서 아들 마사카게(正陰)를 잃었다. 히데요시가 사망할 무렵에는 유품인 소코노타치(長光の太刀)를 받았다.
게이초(慶長) 5년(1600년) 세키가하라 전투(関ヶ原の戦い)에서는 구키 요시타카(九鬼嘉隆)와 함께 서군을 따라 싸웠으므로 전쟁이 끝난 뒤에 영지를 몰수당했다. 그 뒤 이요 국의 다이묘였던 도도 다카토라(藤堂高虎)에게 5,000석의 사무라이다이쇼(侍大将)로써 사관하였다. 오사카 전투(大坂の陣) 때에는 오사카 성(大坂城) 바깥 해자를 메우는 공사의 일부를 맡았으나 공사에 참가하기를 거부하고 순시하러 온 타카토라와 말다툼이 벌어졌다.무례하다고 화가 난 다카토라는 미치나가에게 할복을 명했다. 19년(1614년) 12월 26일 미치나가는 할복하였다.
미치나가가 창시한 수군 전술인 「간류」(菅流)는 셋째 아들인 곤노스케(権之佐)에 의해 대대로 전해졌고, 『간류 수군 요략』(菅流水軍要略) 등의 기록으로 남겨졌다.